# Jorge Julio López
Jorge Julio López, né à General Villegas (province de Buenos Aires) en Argentine en 1929, est un maçon argentin, ex-militant de base d'une unité péroniste de quartier et, depuis 1985, membre du Parti socialiste de La Plata qui a disparu d'octobre 1976 à juin 1979, pendant la dernière dictature militaire en Argentine (que les militaires ont appelée Processus de réorganisation nationale), et une seconde fois le 18 septembre 2006, pendant la présidence de Néstor Kirchner. Après que plusieurs années se sont écoulées depuis sa dernière disparition, il n'y a pas d'hypothèse sur l'endroit où il se trouve.

## Première disparition
Jorge López fut détenu illégalement et mené à divers centres clandestins de torture pendant la dictature militaire qui gouverna l'Argentine de 1976 à 1983 et que les militaires appelèrent Processus de réorganisation nationale. Il fut séquestré du 21 octobre 1976 au 25 juin 1979.
Au début de cette disparition de Jorge Julio López, Miguel Etchecolatz était directeur des enquêtes de la province de Buenos Aires, responsable de l'un des centres de détention clandestins et le bras droit de l'ex-général Ramón Camps (es).

## Seconde disparition
Trente ans après le dernier coup d'État et une fois abrogées la Loi de l'Obéissance due et la Loi du Point final, Miguel Etchecolatz est le premier officier qui fut condamné à perpétuité pour des crimes contre l'humanité. López était plaignant dans l'affaire et sans doute un témoin-clé puisque ses déclarations visaient au moins 62 policiers et militaires. Il disparut à La Plata sans laisser de traces le 18 septembre 2006, « quelques heures avant son dernier témoignage à la veille de la condamnation de l'ancien enquêteur de police » Etchecolatz, selon un article de Marie Trigona, de l'Americas Program de l'International Relations Center (en), daté du 22 octobre 2006.
Depuis la disparition de Jorge Julio López, ni le gouvernement national ni le gouvernement provincial n'ont réussi dans leurs recherches. En 2007, les fonctionnaires annonçaient avec optimisme une prompte réapparition de López et la réalisation de « progrès substantiels », sans préciser quels étaient ces progrès et sur quoi leur optimisme reposait.
Par contraste, la famille du maçon réclamait au moins « des nouvelles, même mauvaises ».
Le 8 janvier 2007, la députée nationale Nora Ginzburg (es) présente un projet de loi pour constituer une commission bicamérale spéciale destinée à tenir au courant le Congrès du déroulement des enquêtes relatives à l'enlèvement et à la disparition de Monsieur Jorge Julio López et à l'enlèvement et à la réapparition postérieure de Monsieur Luis Ángel Gerez en vie, sans que cela ne remplace les organes naturels chargés de l'enquête. Le projet n'avance pas.
Le 15 février, la députée présente alors un projet de résolution pour demander rapport au pouvoir exécutif sur les affaires López et Gerez. Ce projet n'a pas non plus de succès.
Le 27 février, Ginzburg persiste dans son projet de formation d'une commission bicamérale. Le président de la Chambre des députés, Alberto Ballestrini, rejette sa demande. La députée obtient toutefois que la Chambre traite sa demande de rapport au pouvoir exécutif national. Le projet de résolution est rejeté par 118 voix contre 47. Les députés du Front pour la victoire et du péronisme fédéral ont tous voté contre.

## Hypothèse

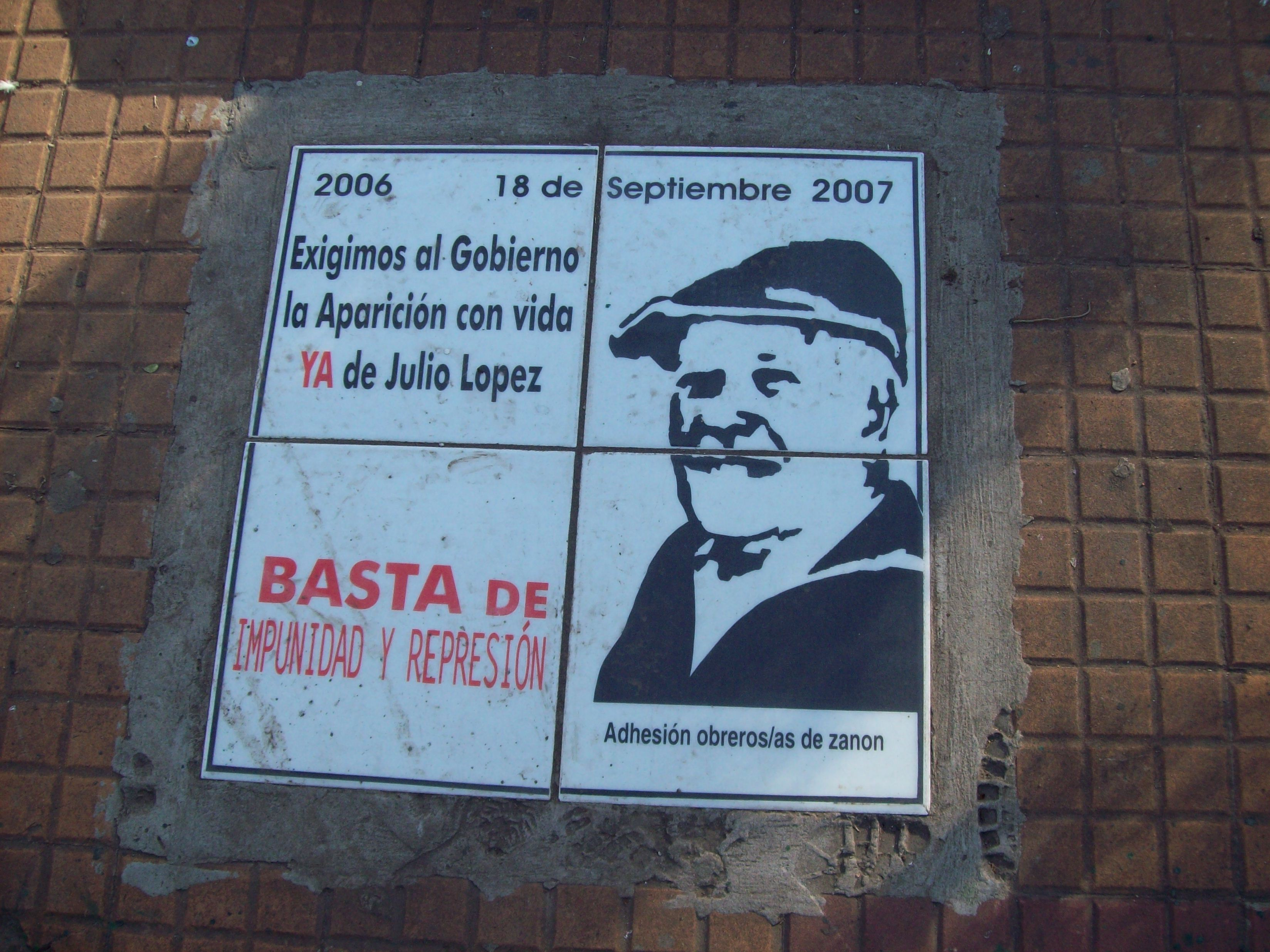
Une plaque faite de tuiles de l'usine Zanon réclame le retour de Jorge Julio López au gouvernement près de la pyramide de Mai.

La disparition du maçon a fait redoubler les critiques sur le régime de protection des témoins et le manque de précautions pour écarter les menaces contre leur vie et leur liberté. 
Peu après la seconde disparition de López, le gouvernement de la province de Buenos Aires promet une récompense publique de 200 000 pesos pour qu'on fournisse des renseignements sur l'endroit où le disparu se trouve. Ce montant est ensuite doublé (en décembre 2007, il atteint un million de pesos), puis augmenté de moitié : en septembre 2010, on promet une récompense de 1,5 million de pesos à la personne qui fournira des renseignements dignes de foi sur ce qui est arrivé au disparu. On a diffusé de nombreux avis de la disparition de López, accompagnés de sa photo, à la télévision, à la radio, dans la presse écrite, etc. On a même envoyé des messages texte à tous les téléphones mobiles pour obtenir la collaboration des usagers dans la recherche du disparu. La police provinciale de Buenos Aires a mobilisé des milliers d'agents pour les ratissages.
Pour ces raisons, on a écarté l'hypothèse d'une disparition de López causée par un choc traumatique qui l'aurait amené à s'égarer. Certains pensent que Jorge Julio López serait mort,, assassiné par des équipes spéciales liées à l'extrême droite qui se sentaient menacées par ses déclarations. Au début de 2011, un témoin dont l'identité est tenue secrète assure savoir où et quand on a enterré Julio. Les ressources commencent aussitôt à se mobiliser. Le 4 février, on met fin aux recherches infructueuses.